# Funivia di Fuente Dé
La funivia di Fuente Dé (in spagnolo teleférico de Fuente Dé) è una funivia aerea della Cantabria (Spagna).

## Storia
La idea della costruzione di un impianto a fune per collegare il pianoro di Fuente Dé con un'area di alta montagna nel cuore di Picos de Europa fu di José Antonio Odriozola (presidente tra il 1971 e il 1981 della Federación Española de Montañism]), la cui famiglia era originaria della comarca di Liébana. Il tracciato fu progettato dall'ingegnere civile José Calavera Ruiz e dall'architetto Ángel Hernández Morales. I lavori per la costruzione cominciarono il 20 novembre 1962 e l'apertura al pubblico avvenne il 21 agosto 1966.

## Caratteristiche
La funivia supera un dislivello di 753 metri. La stazione di valle si trova a 1090 m s.l.m. e quella di monte a 1850 m s.l.m.. La capacità di carico delle cabine è di 20 persone l'una. Il tragitto, che non prevede stazioni intermedie, dura 3 minuti e 40 secondi. L'impianto a fune è costituito da una sola tratta, con due sezioni indipendenti, con una cabina su ciascuna di esse. Il funzionamento delle due stazioni è indipendente ed è possibile regolarne la velocità. Il cavo è lungo 1450 metri e le cabine si spostano in genere a una velocità di 10 metri al secondo Si tratta della più lunga funivia aerea a tratta singola d'Europa.

## Alpinismo ed escursionismo
La partenza da una quota di circa 1850 metri permette ad alpinisti ed escursionisti un rapido accesso al Macizo de los Urrieles, la parte centrale dei Picos de Europa.
Tra i principali itinerari che partono dal Calble ci sono:
- Il sentiero Pequeño Recorrido «Camino de Áliva», con segnavia PR-S. 2, che arriva a Pido, per 11,5 km totali,
- Il sentiero Pequeño Recorrido «Camino de los Puertos de Pembes», con segnavia PR-S. 16, che arriva a Los Llanos.

## Galleria d'immagini

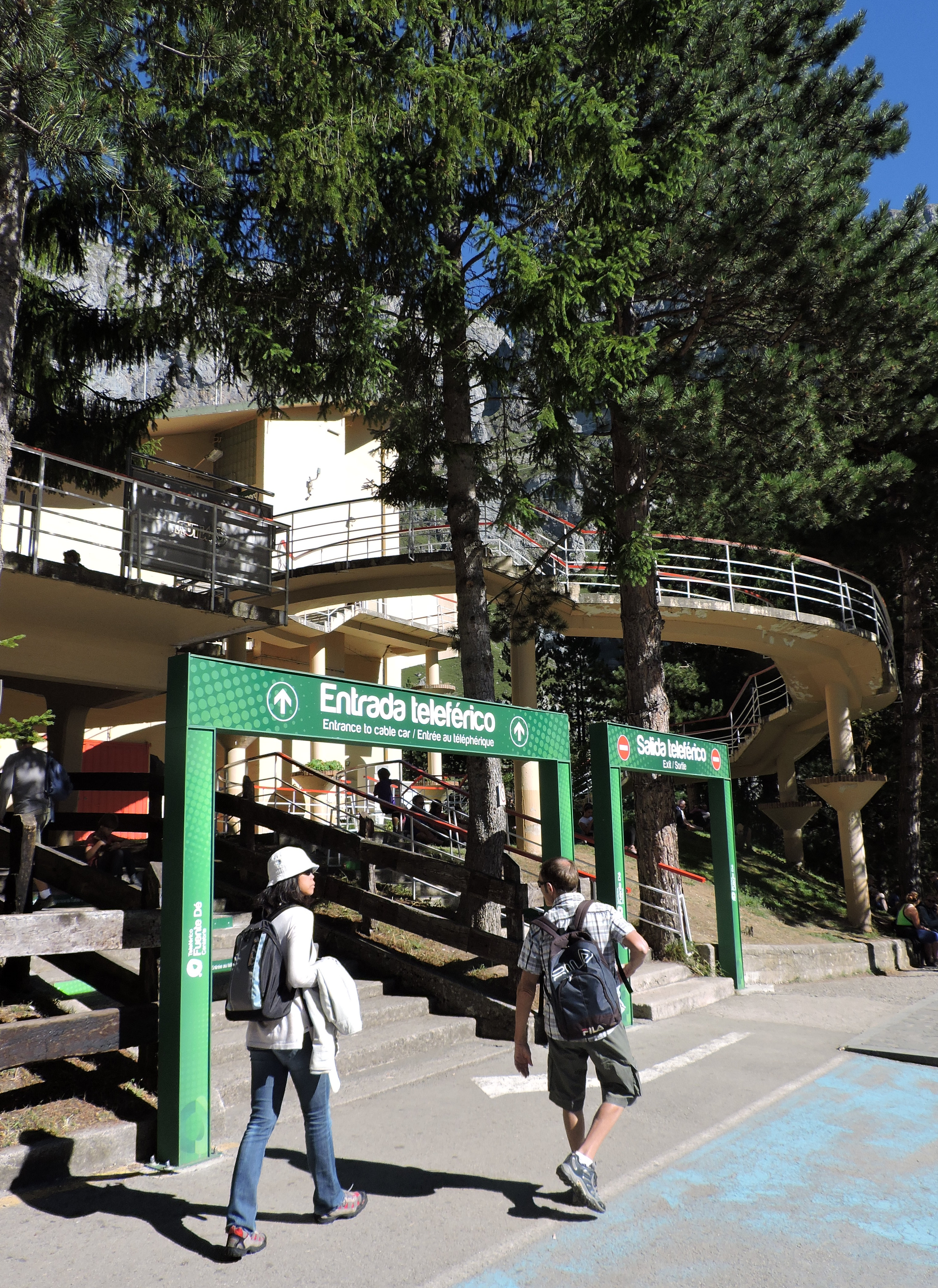
Stazione di valle
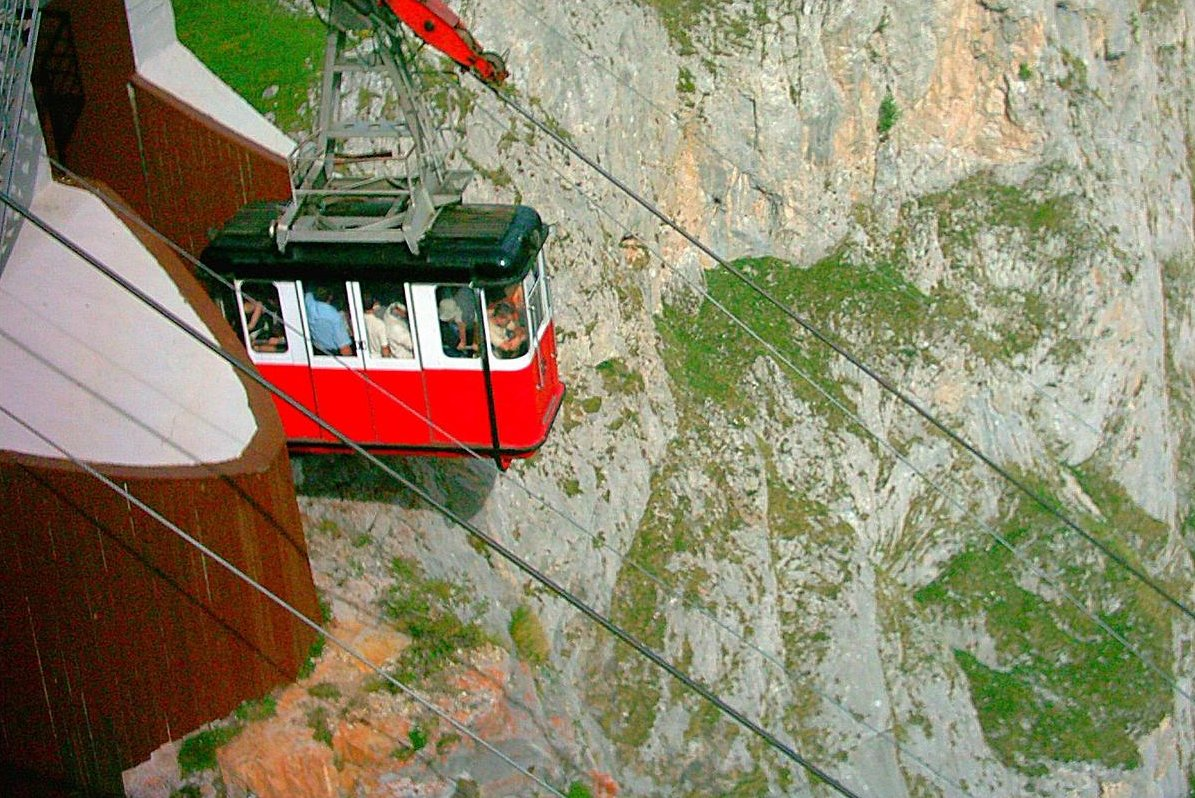
Una delle vecchie cabine
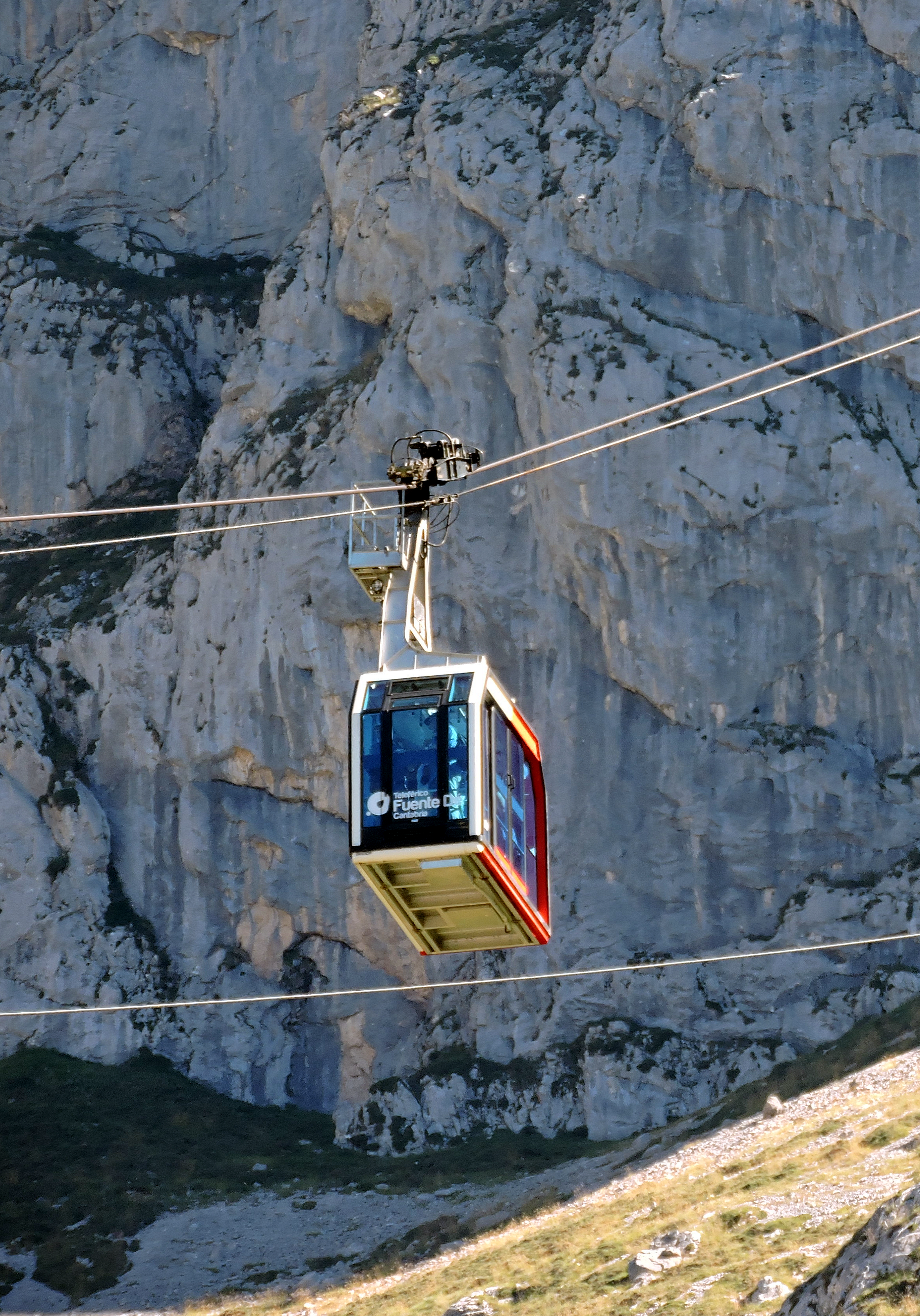
Una delle cabine attuali (2016)
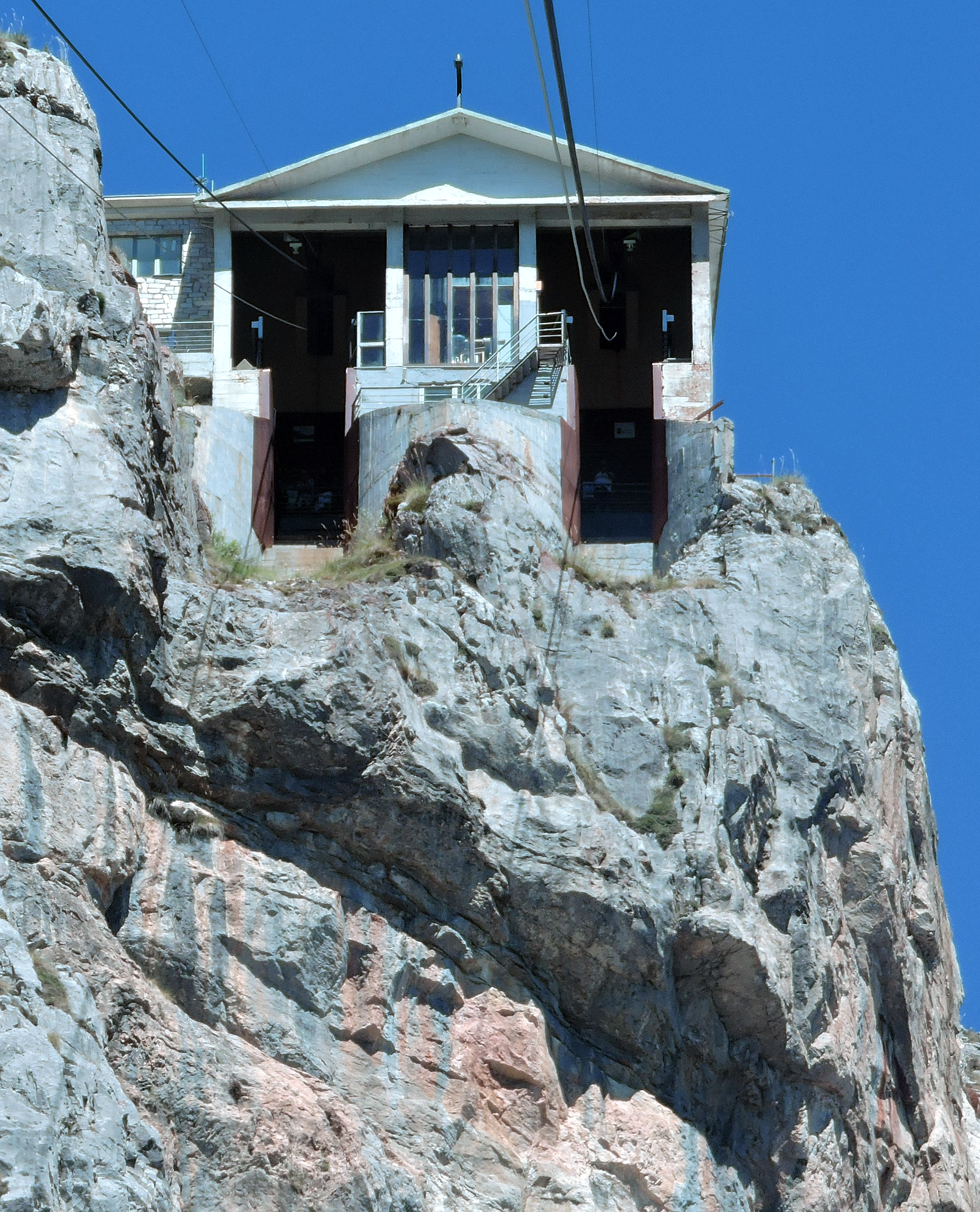
Stazione di monte